# Ellenried

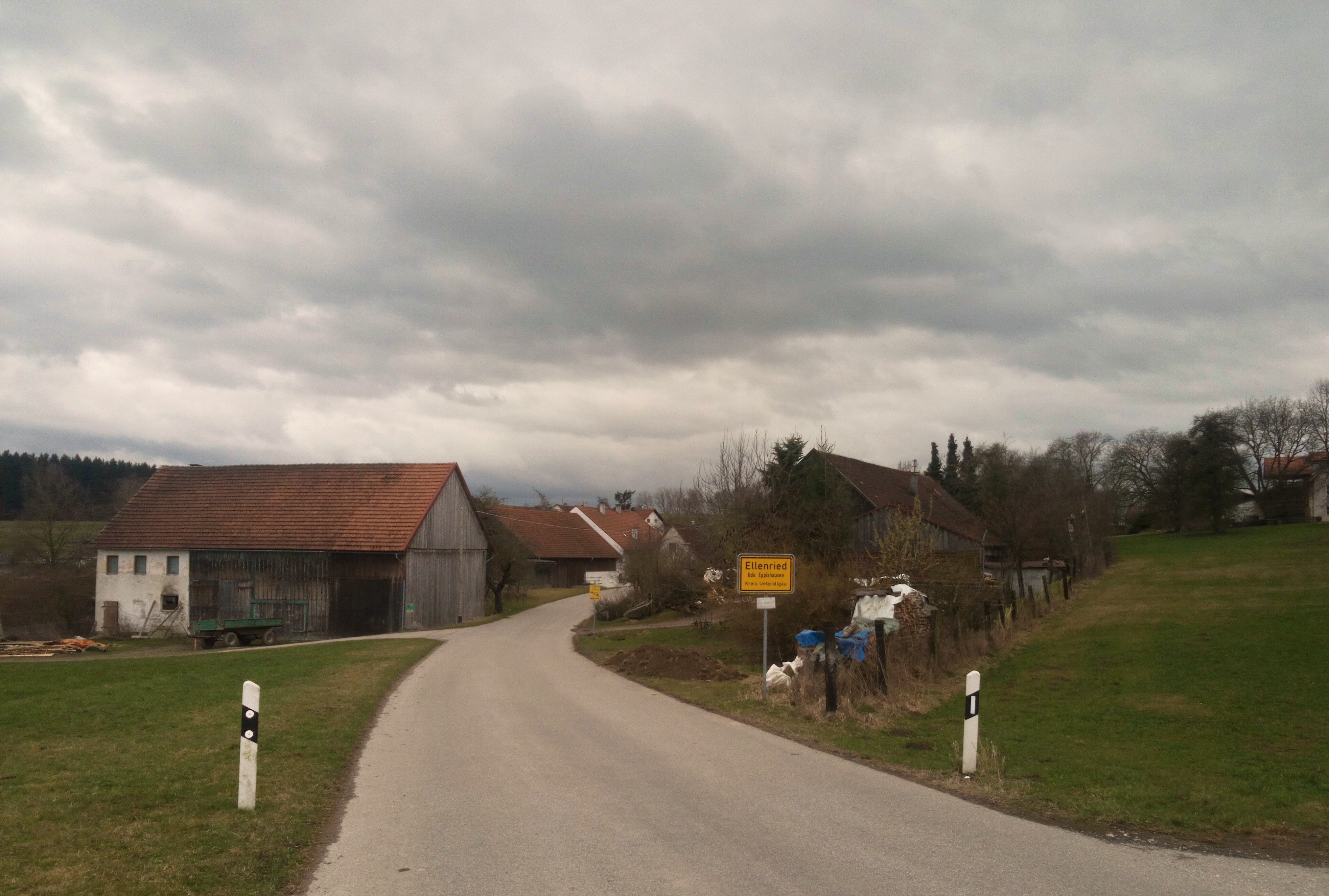
Ellenried, Ortseingang

Ellenried ist ein Ortsteil der oberschwäbischen Gemeinde Eppishausen im Landkreis Unterallgäu.

## Geografie
Der Weiler Ellenried liegt etwa sechs Kilometer östlich von Eppishausen, mit dem es durch die Kreisstraße MN 3 verbunden ist. Nördlich und südlich des Ortes befinden sich Waldungen, nördlich davon erhebt sich der 606 Meter hohe Kreuzberg. Westlich von Ellenried liegt der Ort Könghausen, die Flächen im Osten werden landwirtschaftlich mit Grünland und Getreideanbau genutzt.

## Geschichte
Der Ort geht auf eine Rodungssiedlung zurück, die im 8. oder 9. Jahrhundert unter der Führung eines Alacho entstand. Der Sitz des Edelknechts Ulrich der Ostheimer ist im Ort im Jahr 1339 belegt. Im Jahre 1490 kam der Ort gemeinsam mit dem benachbarten Könghausen zur Herrschaft Kirchheim in Schwaben. Die Kapelle St. Maria stammt aus dem Jahre 1831.